# Siklórepülés
A siklórepülés olyan sport, amelynek során a repülés hajtómű nélküli repülő szerkezettel (vitorlázógép, sárkányrepülő, siklóernyő) történik.

## Történelem
A levegőnél nehezebb repülés 1903-ig, a motoros repülés kezdetéig a siklórepülést jelentette. Az egyik legismertebb korai fejlesztő a német Otto Lilienthal volt. A siklórepülés mint sport az első világháború után kezdett elterjedni Németországban, ahol a háború következményeként erősen korlátozták a motoros repülőgépek gyártását és fejlesztését. Így aztán az 1920-as években a németek egyre hatékonyabb vitorlázógépeket fejlesztettek ki, és lassan felfedezték a siklórepülésben kihasználható természeti erőket is. Azóta a sport a világ minden részén elterjedtté vált.

## Siklórepülés

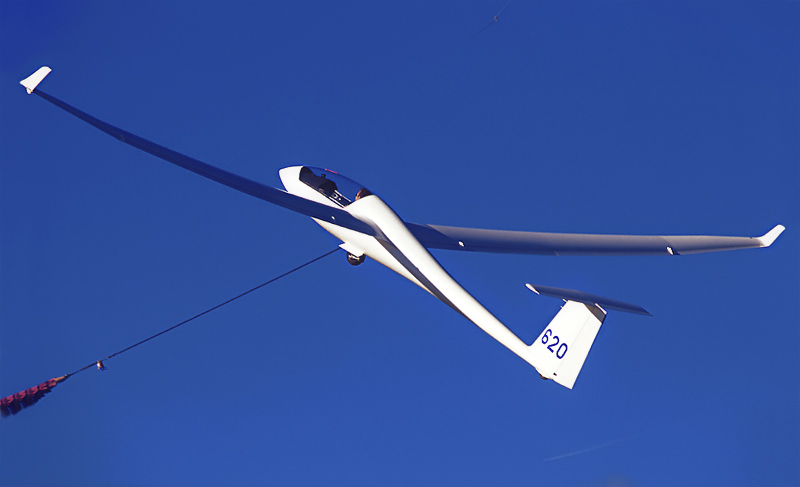
Csörlővel felhúzott Ventus 2b siklórepülő a nagy-britanniai Lasham vitorlázó reptéren

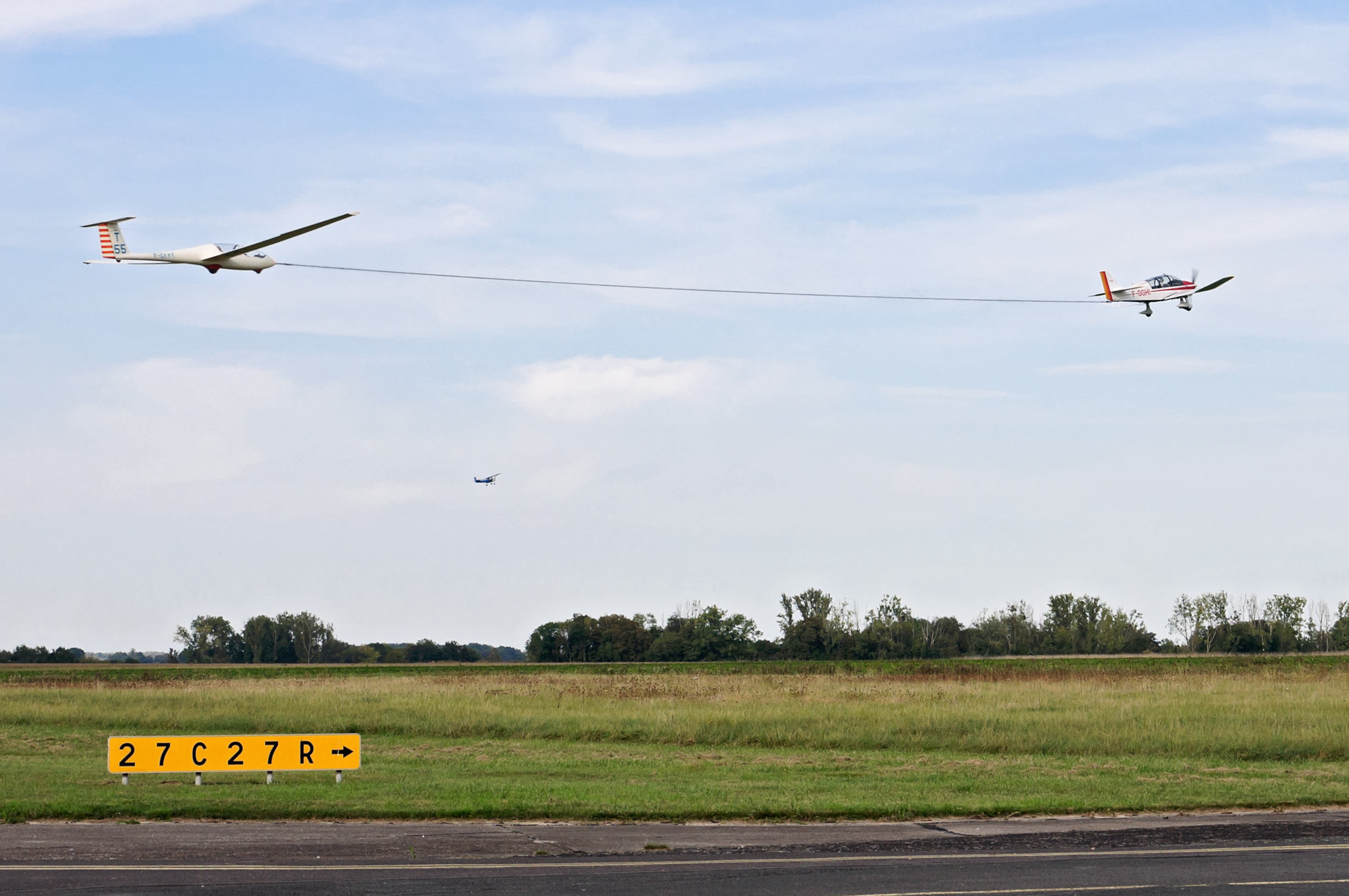
Vontatás (Robin DR-400 – Grob G103 Twin Astir II)

Hajtómű nélküli repülőeszközzel úgy lehet emelkedni, ha kihasználjuk a környező levegőhöz képest emelkedő légtömeg energiáját. Ez háromféleképpen képzelhető el: termikrepüléssel (a földfelszínről felszálló meleg levegő energiájával – az elérhető magasság 3000 méter körüli), lejtőrepüléssel (egy hegyoldalra ráfújva a szél emelőzónát hoz létre, ezt a zónát kihasználva az elérhető magasság 600 méter körüli), vagy hullámrepüléssel (a légkörben található állóhullámok segítségével – az elérhető magasság akár 15 kilométer is lehet).
Termikrepülésnél a pilóta egy felfelé mozgó meleg légáramlatot keres. Amint sikerül termiket találnia, a termikben fordulóba viszi a gépet, és folyamatosan fordulva igyekszik benne tartani. A pilóták ezt a manővert tekerésnek is nevezik. Ezzel a módszerrel a gép egészen addig emelkedhet, amíg a termik el nem éri a felhőalapot, vagy egy melegebb légréteget (inverzió), amely megakadályozza a további emelkedést.
Lejtőrepülésnél a levegő feláramlik a hegyoldalon, és a hegy előtt emelőzónát hoz létre. A zóna nagysága és erőssége függ a hegyoldal meredekségétől, a szél erejétől, és a szél lejtőhöz viszonyított irányától. A lejtőszél kialakulása klímától és évszaktól független.

## Felszállás hajtómű nélkül
Mivel a siklórepülőnek nincs hajtóműve, vontatást kell igénybe vennie a felszálláshoz. Ez lehet csörlős vontatás, amikor a gépet egy földi motoros csörlő kábelének segítségével húzzák fel a levegőbe, vagy légi vontatás, amikor a gépet egy motoros gépre erősített kábellel viszik fel. Megfelelő magasság elérésekor a vitorlázógép pilótája a kábel kioldásával kezdi meg a szabad repülést.
A különböző siklórepülőkhöz (vitorlázógép, siklóernyő stb.) különböző típusú és teljesítményű csörlőket használnak.
A sárkányrepülők és siklóernyők a vitorlázó repülőgépnél könnyebben szállíthatók, így ezeknél a hegyoldalról történő indítás a jellemzőbb. Felszállás minden esetben a széllel szemben (a hegy szél felőli oldalán) történik, egyfelől így könnyebb felgyorsítani az eszközt a minimális repülő sebességre, másrészt a szélárnyékos oldalon nemcsak a hátszelet nehéz legyőzni felszálláskor, de az ott fellépő légörvények is okozhatnak kellemetlenségeket.

## Külső hivatkozások
- A Magyar Repülő Szövetség honlapja
- MSE – Műegyetemi Sportrepülő Egyesület Archiválva 2010. március 17-i dátummal a Wayback Machine-ben
- Pro-design, Aircross, Kortel Archiválva 2010. március 6-i dátummal a Wayback Machine-ben
- Magyarország legnagyobb siklóernyős portálja
- Siklóernyős videok, leirások
- SIRESZ – Siklórepülő Szövetség
- Amatőr Siklórepülők Egyesülete (Buzády György Repülő Egyesület)